# Marlene Norst
Marlene Johanna Norst (* 24. März 1930 in Wien; † 20. Dezember 2010 in Sydney) war eine österreichische Sprachwissenschaftlerin, Pädagogin und Philanthropin in Australien.

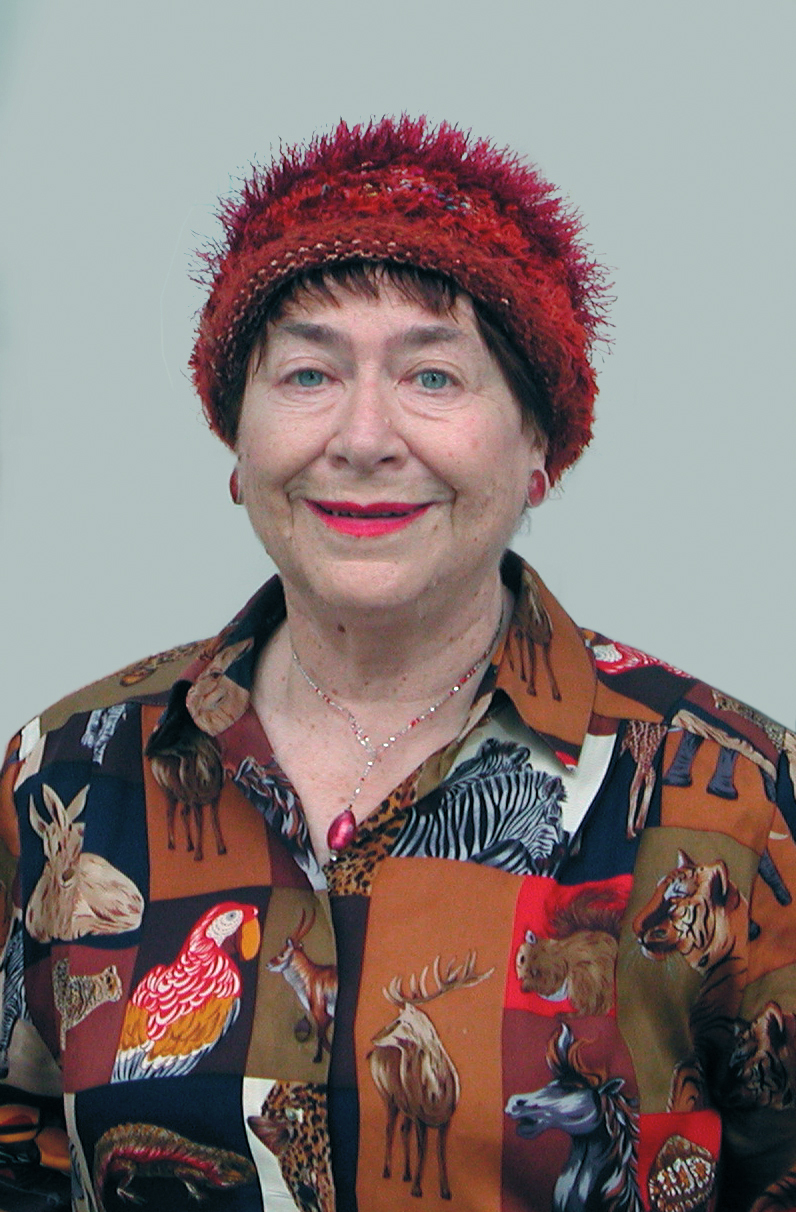
Marlene J. Norst (2002)

## Familie
Marlene Norst war Tochter des Juristen Anton Heinrich Norst (* 30. Dezember 1900 in Czernowitz; † 8. September 1974 in Sydney) und der Anglistin Mary Norst geb. Widrich (* 6. August 1900 in Wien; † 22. September 1967 in Sydney) sowie Enkelin des Schriftstellers und Journalisten Anton Norst (* 30. April 1859 in Załuże bei Zbaraż (ehem. Galizien); † 11. April 1939 in Wien), der ein Bruder von Eugenie Schwarzwald war.

## Leben
Nach dem Anschluss Österreichs im März 1938 flüchtete die Familie Norst wegen drohender Verfolgung durch das Nazi-Regime. Nach einem kurzen Aufenthalt vom 22. Mai bis 22. Juni 1938 bei Antons Schwester, Else Rubinowicz (1892–1969), Ehefrau des Physikers Wojciech Rubinowicz, in Lemberg/Polen kamen die Norsts nach Dänemark, wo sie auf der Insel Thurø bei der Schriftstellerin Karin Michaëlis, einer Freundin von Eugenie Schwarzwald, einige Monate lang blieben und dort Bertolt Brecht und Helene Weigel trafen. Später kamen sie nach Kanada und siedelten sich schließlich in Australien an. Marlenes Vater fand eine Anstellung in einer Konservenfabrik in Leeton (New South Wales) als Lebensmittelchemiker und wurde beauftragt, dort ein Labor einzurichten.
In Leeton besuchte Marlene eine katholische Volksschule und kam dann nach Mt. Erin, in eine von katholischen Nonnen geführte Mittelschule mit Internat in Wagga Wagga.
Nach dem Abitur studierte sie an der Universität Sydney. Dort wurde się am 16. Mai 1951 zum Bachelor of Arts und am 8. Mai 1963 zum Master of Arts promoviert. Am 17. März 1972 promovierte sie zum Doktor an der Newcastle-Universität. Der Titel ihrer Doktorarbeit lautete: „Julius Duboc and Robert Waldmüller. An Enquiry into some Aspects of the Literary Biographical Genre“.
Nach dem Studium unterrichtete sie in der Naremburn Boys’ School und Riverside Girls’ School (beide in Sydney) sowie in der Kempsey High School, danach kam sie nach London, wo sie zwei Jahre lang bei der Walworth Comprehensive School unterrichtete. Während des Aufenthaltes in Europa verbrachte sie drei Monate in Wien, wo sie die Universitätssprachprüfung bei der Wiener Universität bestand. Unter ihren Schülern in Kempsey (New South Wales) befand sich der Eingeborene Harry Penrith, der spätere Burnum Burnum.
1957–1967 unterrichtete sie an der Germanistik-Fakultät der Universität Newcastle.
1964 erhielt sie ein Stipendium der Regierung der Bundesrepublik Deutschland und studierte an der Universität Heidelberg die deutsche Biedermeier-Literatur.
1968–1986 war sie an der Macquarie-Universität in der Abteilung für Moderne Sprachen als Hochschullehrerin tätig. In diesem Zeitraum besuchte sie 1974 die Universität Edinburgh und 1978 die Universität Wien zu Forschungsaufenthalten. Ihre Arbeitsschwerpunkte waren Sprachwissenschaft, Sprachdidaktik, Soziolinguistik und Kinderliteratur. Sie nahm an zahlreichen wissenschaftlichen Konferenzen (z. B. 1982 in Mexiko und den Niederlanden) teil und hielt Vorträge an den Universitäten in London, Wien, Hamburg und Oldenburg.
1986 erhielt sie von der österreichischen Regierung ein Stipendium für die Erforschung der Geschichte der österreichischen Auswanderungswellen nach Australien. Aus dieser Arbeit entstand nach ausführlichen Recherchen in Australien und zahlreichen Interviews mit österreichischen Emigranten in Australien und Österreich das 1988 zusammen mit Johanna McBride veröffentlichte Buch Austrians and Australia.
Im Jahre 1986 gab sie ihre Stellung an der Macquarie University auf und war seitdem freischaffend tätig.
Im Wiener Naturhistorischen Museum entdeckte sie die Zeichnungen des vergessenen österreichischen botanischen Zeichners Ferdinand Bauer (1760–1826), der im 18. Jahrhundert Australiens Flora und Fauna dokumentiert hatte. Auf Vorschlag des British Museum, das die entsprechenden Farbzeichnungen Bauers besitzt, verfasste sie ein Buch über ihn.
Seit 1989 betrieb sie ein biographisches Projekt Family Reflections, bei dem sie Familien dabei unterstützte, ihre Geschichte zu dokumentieren und niederzuschreiben. Sie war mit dem australischen Aborigines-Aktivisten Burnum Burnum befreundet und schrieb auf seine Bitte dessen Biographie Burnum Burnum: A Warrior for Peace.
Als langjähriges Mitglied der Sydney University Musical Society und begeisterte Chorsängerin nahm sie an vielen Konzertreisen und Aufführungen teil.
Sie führte u. a. bei TAFE (Technical and Further Education) und Nature Care Sprachkurse für Einwanderer in Australiendurch und engagierte sich in Sozial- und Bildungsprojekten für obdachlose Kinder und ehemalige Häftlinge.
Marlene Norst übersetzte mehrere zeitgenössische deutschsprachige Theaterstücke ins Englische (u. a. von Igor Bauersima, Falk Richter, Lukas Bärfuss, Roland Schimmelpfennig, Reto Finger, Margareth Obexer und Agnes Gerstenberg).

## Ehrungen
- Österreichisches Ehrenzeichen für Wissenschaft und Kunst (1995)

## Schriften

### Bücher
- Marlene Johanna Norst, Johanna McBride: Austrians and Australia. Athena Press, Potts Point 1988, ISBN 0-7316-4361-5.
- Ferdinand Bauer: the Australian Natural History Drawings. British Museum of Natural History/Lothian, London/Melbourne 1989, ISBN 0-565-01048-4.
- Burnum Burnum. A Warrior for Peace. Simon and Schuster/Kangaroo Press, East Roseville 1999, ISBN 0-86417-978-2.

### Aufsätze (Auswahl)
- Stifter's ‘Nachsommer’ and Biedermeier. in: J. M. Ritchie (Hrsg.): German Literature. Vol. 2, Oswald Wolff, London 1969, S. 147–164.
- How Does Your Lexicon Grow? in: D. Ingram und T. Quinn (Hrsg.): Language Learning in Australian Society. Australian International Press, Melbourne 1978, OCLC 926786486, S. 166–172.
- Bücher für das bilinguale Immigrantenkind in Australien. in: Schriftenreihe des Börsenvereins des deutschen Buchhandels 13, Frankfurt, 1978, S. 166–172.
- Origins: Story Traditions in the Multicultural Society in: Maurice Saxby (Hrsg.): Through Folklore to Literature. IBBY Australia Publications, Sydney 1979, S. 203–312.
- Australian National Survey of Ethnic Schools, Macquarie University, Sydney, 1982, (commissioned by the Commonwealth Schools Commission)
  - Vol. 1: Report with Recommendations, S. 1–218
  - Vol. 2: Data Digest, S. 1–159
  - Vol. 3: Annotated Bibliography, S. 1–52
  - Vol. 4: Register of Organisations, S. 1–65
- Humour: A Marker of National Identity? in: The Austrian Problem. Working Papers. Monash University, Melbourne 1982, OCLC 1072479784, S. 141–155.
- Kinder- und Jugendliteratur in: E. W. Herd und A. Obermayer (Hrsg.): A Glossary of German Literary Terms, University of Otago, Dunedin 1983.
- Language Needs Research in Australia in: Theo van Els and Maria Oud-de Glas (Hrsg.): Research into Foreign Language Needs, Augsburger 1&1 Schriften Bd.29, Universität Augsburg, 1983, S. 139–150.
- The Significance of Language in a Multicultural Society in: Proceedings of the First National Congress of the Federation of Ethnic Communities Councils of Australia, Melbourne, 1985, S. 57–58.
- Kooperative Spracherziehung als Gemeinschaftsaufgabe in Australien: Auf dem Weg von der monolingualen zur multilingualen Gesellschaft in: W. Weber (Hrsg.): Einwanderungsland Australien: Materialien aus der australischen Migrationsforschung, Athenaeum Verlag, Frankfurt a Main 1987, S. 184–201.
- Bert Brecht Welcomes Karin Michaelis into Exile: Towards a Literary Vade-Mecum for Political Refugees in: Walter Veit (htsg.): Antipodische Aufklärung / Antipodean Enlightenments. Festschrift für Leslie Bodi, Peter Lang Frankfurt a. M. 1987, S. 317–321.
- Artikel Ethel Pedley, in: Australian Dictionary of Biography vol. 11, 1988.
- K. Bittman (Hrsg.): Strauss to Matilda: Viennese in Australia 1938-88, Wenkart Foundation, Sydney 1988; darin:  Introduction (S. xiii~vii), Not by Bread Alone: The Story of Bettina McDuff (S. 87–98), A Country Child's Perspective (S. 247–252).
- The Austrians: Experienced Multiculturalists in: History, The Royal Australian Historical Society, Sydney, 3/1989, S. 11–14.
- (mit Yair Cohen) Fear, Dependence and Loss of Self-Esteem: Affective Barriers in Second Language Learning among Adults, in: Relc, Seamo Regional Language Centre, Singapore, vol 2/2, 1989.